# 네드 켈리 (2003년 영화)
《네드 켈리》(영어: Ned Kelly)는 오스트레일리아에서 제작된 그레거 조던 감독의 2003년 전기 드라마 영화이다. 로버트 드루가 1991년에 펴낸 소설 〈Our Sunshine〉에 바탕을 두고 있으며, 오스트레일리아 무법자 네드 켈리의 이야기를 다룬다. 히스 레저 등이 출연하였고, 린다 하우스 등이 제작에 참여하였다.

## 출연진
- 히스 레저
- 올랜도 블룸
- 제프리 러시
- 나오미 와츠
- 조엘 에저턴
- 로런스 킨런
- 필립 배런티니
- 케리 콘던
- 크리스 매퀘이드
- 에밀리 브라우닝
- 피터 펠프스
- 레이철 그리피스
- 찰스 팅궐
- 새스키아 버마이스터
- 조너선 하디

## 기타 제작진
- 라인 제작: 캐서린 비숍
- 공동 제작: 데브라 헤이워드, 라이자 체이신
- 배역: 크리스틴 킹, 지나 제이
- 미술: 스티븐 존스에번스
- 의상: 애나 보게이지
- 분장: 제니 셔코어
- 음악 감독: 닉 에인절